# Saint-Pierre-d'Irube

Saint-Pierre-d'Irube este o comună în departamentul Pyrénées-Atlantiques din sud-vestul Franței. În 2009 avea o populație de 4.421 de locuitori.

## Evoluția populației
| An        | 1975  | 1982  | 1990  | 1999  | 2006  | 2009  |
| --------- | ----- | ----- | ----- | ----- | ----- | ----- |
| Populație | 2.608 | 3.164 | 3.676 | 3.873 | 4.504 | 4.421 |